# Woldemar von Brackel
Woldemar  von Brackel (* 8. März 1807 in Ilmahzal; † 23. Februar 1877 in Dorpat) war kaiserlich russischer Generalmajor.
Er war ein Angehöriger des baltischen Adelsgeschlechts Brackel. Seine Eltern waren der kaiserlich russische Kreishauptmann, Ordnungsrichter und Titularrat Wilhelm Woldemar von Brackel (* 1767; † 1828) und dessen zweite Ehefrau Margaretha Elisabeth von Igelström (* 1776; † 1816).
Brackel war zunächst im Jahre 1860 Artillerie-Obrist in Tula und später zum Generalmajor befördert.
Er war zunächst mit Catharina Elisabeth Duffing (* 1829; † 1852) vermählt, ging dann aber 1852 eine zweite Ehe mit Olga  Agnes Virgine von Samson-Himmelstjerna (* 1831; † 1913) ein. Aus beiden Ehen gingen insgesamt acht Kinder hervor. 